# Sesbania grandiflora
Sesbania grandiflora, comúnmente conocido como agati de la India, es un árbol pequeño del género Sesbania.

## Descripción
Es un árbol de rápido crecimiento. Las hojas son regulares y redondeadas, y las flores son blancas o rojas. Las frutas se ven como judías verdes planas, largas y delgadas. El árbol prospera bajo la plena exposición a la luz solar y es extremadamente sensible a las heladas.
Es un pequeño árbol de entre 3 a 8 metros de altura. Las hojas miden entre 15 y 30 cm de largo, con foliolos de 10 a 20 pares. Las flores son oblongas, midiendo de 1,5 a 10 cm de largo. Los sépalos son campanulados y poco profundos, y poseen 2 labios. Las vainas son delgadas, falcadas o rectas, y de 30 a 45 cm de largo, con una sutura gruesa y con aproximadamente 30 semillas de 8 mm de tamaño.

## Origen y distribución
Es originario desde Malasia y  Filipinas hasta el norte de Australia, y se cultiva en muchas partes de India y Sri Lanka. Tiene muchos usos tradicionales. Crece donde hay un buen suelo y un clima cálido y húmedo.

## Usos medicinales
El extracto de la hoja puede inhibir la formación de productos finales de glicación avanzada. El extracto de hoja contiene ácido linolénico y ácido aspártico, que se encontraron como los principales compuestos responsables del potencial antiglicación del extracto de hoja.

## Usos culinarios
Las flores de S. grandiflora se comen como vegetales en el sur de Asia y el sudeste asiático, incluyendo a Laos, Tailandia, Java en Indonesia, Vietnam, Sri Lanka y la región de Ilocos en Filipinas.
En el idioma tailandés, las flores se llaman ดอก แค (dok khae) y se usan en la cocina, ya sea cocidas en curry, como kaeng som y kaeng khae, o cruda en nam phrik.